# Eladio Herrera
Eladio Herrera (Buenos Aires, 9 de febrero de 1930- Buenos Aires, 25 de noviembre de 2014) fue un boxeador retirado argentino de peso medio liviano, ganador de la medalla de bronce en los Juegos Olímpicos de Helsinki 1952.

## Medalla de bronce de 1952
Eladio Herrera (22 años) ganó la medalla de bronce en la categoría medio liviano (hasta 71 kilos) en los Juegos Olímpicos de Helsinki 1952. Herrera ya había actuado en los Juegos Olímpicos de Londres 1948, saliendo quinto en la categoría peso wélter y obteniendo diploma olímpico. Venció en primera ronda al iraní Ardashes Saginian, atribuyéndose los tres asaltos. En la segunda rueda noqueó al austríaco Josef Hamberger en el tercer asalto. En cuartos de final venció al italiano  Guido Mazzinghi, por descalificación de éste en el tercer asalto.
En semifinales, Herrera debió enfrentar al húngaro László Papp, quien a la postre sería el ganador de la medalla de oro. Papp, ya había ganado la medalla de oro en Londres 1948 y volvería a ganarla en Melbourne 1956; comparte con el cubano Teófilo Stevenson, la condición de ser los únicos boxeadores en haber ganado tres medallas de oro olímpicas; luego se volvería profesional, el único boxeador del bloque comunista en hacerlo, antes de la glásnost en la década de 1980. Herrera no pudo resistir la potencia de Papp perdiendo los tres asaltos.

## Carrera profesional
Eladio Herrera realizó solo dos peleas como profesional. En la primera, realizada el 11 de marzo de 1953, noqueó a Miguel Luchessi en el décimo asalto. En la segunda, perdió por puntos contra Ubaldo Sacco el 11 de febrero de 1955. Eladio enseñó boxeo en la escuela "Almagro Boxing Club" ubicada en Díaz Vélez y Yatay, Capital Federal.